# Cost, Insurance and Freight

Области действия терминов Инкотермс-2010

Сиф, или CIF (англ. Cost, Insurance and Freight — стоимость, страхование и фрахт) — международный коммерческий торговый термин, обозначение цены товара, предполагающее оплату за деньги продавца стоимости погрузки товара на судно, перевозки и страхования до места назначения.  (См. Инкотермс.)
Поставка на условиях CIF означает, что продавец выполнил поставку, когда товар погружен на транспортное средство в порту отгрузки, а продажная цена включает в себя стоимость товара, фрахт или транспортные расходы, а также стоимость страховки при перевозке.
Условия поставки CIF в значительной степени идентичны с условиями CFR.
Дополнительно к ответственности по условиям поставки CFR, продавец для условий CIF должен получить страховой полис, допускающий передачу для покрытия рисков, связанных с доставкой груза, страховыми компаниями.
Страхование должно покрывать, как минимум, предусмотренную в договоре купли-продажи цену плюс 10 % (то есть 110 %) и должно быть заключено в валюте договора купли-продажи.
Ответственность продавца за товар заканчивается, когда товар был доставлен до порта покупателя и был принят наёмным экспедитором покупателя.